# Sparbanken Sjuhärad
Sparbanken Sjuhärad (före januari 2018 Swedbank Sjuhärad ) är ett bankaktiebolag med verksamhet i Borås och stora delar av Sjuhäradsbygden. Banken ägs till 50,5 procent av Sparbanksstiftelsen Sjuhärad, till 47,5 procent av Swedbank och till 2,0 procent av Vinstandelsstiftelsen Sporren. Genom ägande och samarbetsavtal står man Swedbank nära, men i formell mening är man en egen lokal affärsbank.
Banken skapades 1995 genom att Borås Sparbank ombildades till ett bankaktiebolag. Banken förvärvade 1998 Föreningsbankens bankrörelse i Sjuhäradsbygden och banken bytte då namn till Föreningssparbanken Sjuhärad. Namnet ändrades 2007 till Swedbank Sjuhärad, efter att Föreningssparbanken bytt namn till Swedbank, då man ansåg sig stå Swedbank nära. Namnet ändrades igen 2018 till Sparbanken Sjuhärad, med motiveringen att Sparbanksstiftelsen Sjuhärad är majoritetsägare, och att man anser sig vara en sparbank.